# Morti nel 1781
| Questa pagina contiene informazioni ricavate automaticamente dalle voci biografiche con l'ausilio del template Bio e di un bot. L'aggiornamento è periodico e automatico e ricostruisce completamente la pagina. Se manca una persona in questa lista, sei pregato di non aggiungerla, ma accertati piuttosto che la sua voce biografica contenga il template Bio e che i dati anagrafici siano correttamente compilati. Se il template Bio manca, inseriscilo tu stesso o, in alternativa, metti l'avviso {{tmp\|Bio}} che ne segnala la mancanza. Se i dati riportati sono sbagliati, correggi direttamente la voce biografica; le modifiche saranno visibili in questa lista entro pochi giorni. Per chiarimenti vedi il progetto biografie. La lista contiene solo le 113 persone che sono citate nell'enciclopedia e per le quali è stato implementato correttamente il template Bio. Pagina aggiornata al 10 ago 2025. |

## Gennaio(7)
- 1º gennaio - Giovanni Lodovico Bianconi, medico e antiquario italiano (n. 1717)
- 7 gennaio - Ercole Gian Antonio Turinetti di Priero, nobile italiano (n. 1717)
- 12 gennaio - Richard Challoner, vescovo cattolico, scrittore e insegnante inglese (n. 1691)
- 13 gennaio - Margaret Rolle, nobildonna inglese (n. 1709)
- 15 gennaio - Marianna Vittoria di Borbone-Spagna, spagnola (n. 1718)
- 24 gennaio - Pierre-Jules-César de Rochechouard-Montigny, vescovo cattolico francese (n. 1698)
- 26 gennaio - Antonio Vendettini, storico italiano (n. 1704)

## Febbraio(5)
- 4 febbraio - Josef Mysliveček, compositore ceco (n. 1737)
- 7 febbraio - Anna Maria Schwegelin, francese (n. 1729)
- 12 febbraio - John Hope, II conte di Hopetoun, nobile scozzese (n. 1704)
- 15 febbraio - Gotthold Ephraim Lessing, scrittore, filosofo e drammaturgo tedesco (n. 1729)
- 22 febbraio - Giovanni Maria Morlaiter, scultore italiano (n. 1699)

## Marzo(9)
- 1º marzo - Jean-Baptiste de La Curne de Sainte-Palaye, letterato francese (n. 1697)
- 10 marzo - Ottaviano Guasco, scrittore e traduttore italiano (n. 1712)
- 14 marzo - Francesco Caccianiga, pittore e incisore italiano (n. 1700)
- 16 marzo - Gaspard de Clermont-Tonnerre, nobile e militare francese (n. 1688)
- 18 marzo - Anne Robert Jacques Turgot, economista e filosofo francese (n. 1727)
- 23 marzo - Johann Anton Güldenstädt, naturalista e esploratore lettone (n. 1745)
- 25 marzo - Francesco Gaetano Incontri, arcivescovo cattolico italiano (n. 1704)
- 27 marzo - Paolo Calvi, storico italiano (n. 1716)
- 29 marzo - Samuel Anton Bach, organista tedesco (n. 1713)

## Aprile(6)
- 4 aprile - Henry Thrale, imprenditore e politico inglese (n. 1724)
- 11 aprile - Vincenzo Miceli, teologo e presbitero italiano (n. 1734)
- 12 aprile - Francesco Antonio La Fornara, cantante italiano (n. 1706)
- 19 aprile - Elizabeth Raffald, scrittrice inglese
- 23 aprile - James Abercrombie, generale britannico (n. 1706)
- 29 aprile - Paolo Saverio di Zinno, scultore italiano (n. 1718)

## Maggio(12)
- 11 maggio - Ignazio da Laconi, religioso e santo italiano (n. 1701)
- 11 maggio - Abel-François Poisson de Vandières, francese (n. 1727)
- 14 maggio - Giovan Battista Campidori, architetto italiano (n. 1726)
- 14 maggio - Abram Petrovič Gannibal, generale russo (n. 1696)
- 14 maggio - Franz Schütz, pittore e incisore tedesco (n. 1751)
- 16 maggio - Jacopo Puccini, compositore e organista italiano (n. 1712)
- 17 maggio - William Aislabie, politico inglese (n. 1699)
- 18 maggio - Micaela Bastidas, rivoluzionaria peruviana (n. 1744)
- 18 maggio - Túpac Amaru II, rivoluzionario peruviano (n. 1738)
- 18 maggio - Tomasa Tito Condemayta, rivoluzionaria peruviana (n. 1729)
- 22 maggio - Garret Wesley, I conte di Mornington, politico e compositore irlandese (n. 1735)
- 27 maggio - Giovanni Battista Beccaria, fisico, matematico e monaco cristiano italiano (n. 1716)

## Giugno(4)
- 5 giugno - Noël Hallé, pittore e incisore francese (n. 1711)
- 5 giugno - Giovanni Ottavio Manciforte Sperelli, cardinale italiano (n. 1730)
- 6 giugno - Joan Derk van der Capellen tot den Pol, politico olandese (n. 1741)
- 16 giugno - Ekaterina Nikolaevna Orlova, nobildonna russa (n. 1758)

## Luglio(5)
- 17 luglio - Pietro Beccadelli di Bologna, diplomatico e politico italiano (n. 1697)
- 18 luglio - Fernando Rivera y Moncada, militare e esploratore spagnolo (n. 1725)
- 24 luglio - Étienne Aubry, pittore francese (n. 1745)
- 24 luglio - Ubaldo Gandolfi, pittore italiano (n. 1728)
- 31 luglio - Federico Carlo Augusto di Lippe-Biesterfeld, conte tedesco (n. 1706)

## Agosto(7)
- 2 agosto - Augusto Guglielmo di Brunswick-Bevern, generale prussiano (n. 1715)
- 4 agosto - Angelo Crescimbeni, pittore italiano (n. 1734)
- 14 agosto - Eleonora Maria Teresa di Savoia, nobile italiana (n. 1728)
- 18 agosto - Francesco Giuseppe I del Liechtenstein, principe austriaco (n. 1726)
- 18 agosto - Giuseppe Torelli, matematico e letterato italiano (n. 1721)
- 24 agosto - Wolter Jan Gerrit Bentinck, ammiraglio olandese (n. 1745)
- 26 agosto - Sébastien François Bigot de Morogues, militare francese (n. 1706)

## Settembre(7)
- 5 settembre - Angiolo Tavanti, giurista e politico italiano (n. 1714)
- 12 settembre - Peter Scheemakers, scultore fiammingo (n. 1691)
- 18 settembre - Tobias Furneaux, militare, navigatore e esploratore britannico (n. 1735)
- 20 settembre - Bonaventura Sculco, vescovo cattolico italiano (n. 1708)
- 21 settembre - Lawrence Dundas, I baronetto, politico scozzese (n. 1710)
- 29 settembre - Guglielmo Enrico di Nassau-Zuylestein, IV conte di Rochford, diplomatico inglese (n. 1717)
- 30 settembre - Jean-Baptiste Le Prince, pittore e incisore francese (n. 1734)

## Ottobre(8)
- 5 ottobre - Sofia Carlotta di Anhalt-Bernburg-Schaumburg-Hoym, nobile (n. 1743)
- 7 ottobre - Domenico Cavallari, giurista e presbitero italiano (n. 1724)
- 16 ottobre - Edward Hawke, I barone Hawke, ammiraglio britannico (n. 1705)
- 16 ottobre - Juan Portugal de la Puebla, patriarca cattolico spagnolo (n. 1703)
- 21 ottobre - Vere Beauclerk, I Barone Vere, politico e ammiraglio inglese (n. 1699)
- 22 ottobre - Gaspar Oswald, religioso e architetto ungherese (n. 1729)
- 29 ottobre - Pietro Turchi, scultore e intagliatore italiano (n. 1711)
- 29 ottobre - Giuseppe del Moro, pittore italiano

## Novembre(11)
- 2 novembre - Antonio Cantoni, arcivescovo cattolico italiano (n. 1709)
- 2 novembre - José Francisco de Isla, teologo e scrittore spagnolo (n. 1703)
- 3 novembre - Jakob Emanuel Handmann, pittore svizzero (n. 1718)
- 4 novembre - Faustina Bordoni, contralto italiano (n. 1697)
- 4 novembre - Johann Nikolaus Götz, poeta tedesco (n. 1721)
- 5 novembre - John Parke Custis, statunitense (n. 1754)
- 15 novembre - Túpac Catari, rivoluzionario (n. 1750)
- 17 novembre - Bernard-Joseph Saurin, drammaturgo, scrittore e poeta francese (n. 1706)
- 21 novembre - Jean-Frédéric Phélypeaux de Maurepas, politico francese (n. 1701)
- 22 novembre - Thomas Pichon, agente segreto e scrittore francese (n. 1700)
- 30 novembre - Théodore Tronchin, medico svizzero (n. 1709)

## Dicembre(10)
- 2 dicembre - Zenón de Somodevilla y Bengoechea, politico spagnolo (n. 1702)
- 3 dicembre - Marino Francesco I Caracciolo, VII principe di Avellino, principe italiano (n. 1714)
- 9 dicembre - Thomas Fairfax, VI lord Fairfax di Cameron, militare britannico (n. 1693)
- 10 dicembre - Francisco Javier Delgado Venegas, cardinale e patriarca cattolico spagnolo (n. 1714)
- 12 dicembre - Christophe de Beaumont, arcivescovo cattolico francese (n. 1703)
- 14 dicembre - Johann Friedrich Adolf von der Marwitz, generale prussiano (n. 1723)
- 14 dicembre - Joseph François Parrocel, pittore e incisore francese (n. 1704)
- 23 dicembre - Claude Drevet, incisore francese (n. 1697)
- 24 dicembre - Pietro Godenti, viaggiatore e insegnante italiano (n. 1700)
- 30 dicembre - John Turberville Needham, biologo e presbitero inglese (n. 1713)

## Senza giorno specificato(22)
- Antonio Aurisicchio, compositore italiano (n. 1710)
- Joseph de Bauffremont, ammiraglio francese (n. 1714)
- Antonio Besozzi, compositore e oboista italiano (n. 1714)
- Giovanni Bettoli, architetto italiano (n. 1714)
- George Bogle, avventuriero e diplomatico scozzese (n. 1746)
- Bunsan, sovrano laotiano
- Pietro Camporese, architetto italiano (n. 1726)
- Francesco Carrega, pittore italiano (n. 1706)
- Emanuele Duni, giurista e filosofo italiano (n. 1714)
- Johannes Ewald, drammaturgo danese (n. 1743)
- Domenico Gallo, compositore e violinista italiano (n. 1723)
- Guillaume Le Blond, matematico francese (n. 1704)
- Giuseppe Maria Mazzuoli, scultore e restauratore italiano (n. 1727)
- Maẓhar, poeta e religioso indiano (n. 1699)
- Giovan Battista Perasso, patriota italiano (n. 1735)
- Tommaso Poggini, presbitero e scrittore italiano (n. 1709)
- Domenico Sartori, scultore italiano (n. 1709)
- Gregorio Sciroli, compositore italiano (n. 1722)
- Stefano Storace, contrabbassista e compositore italiano (n. 1725)
- Robert Strawbridge, religioso irlandese (n. 1732)
- Giovanni Maria Veraci, ingegnere e cartografo italiano
- Friedrich von Wurmb, naturalista tedesco (n. 1742)